# Asian Dub Foundation

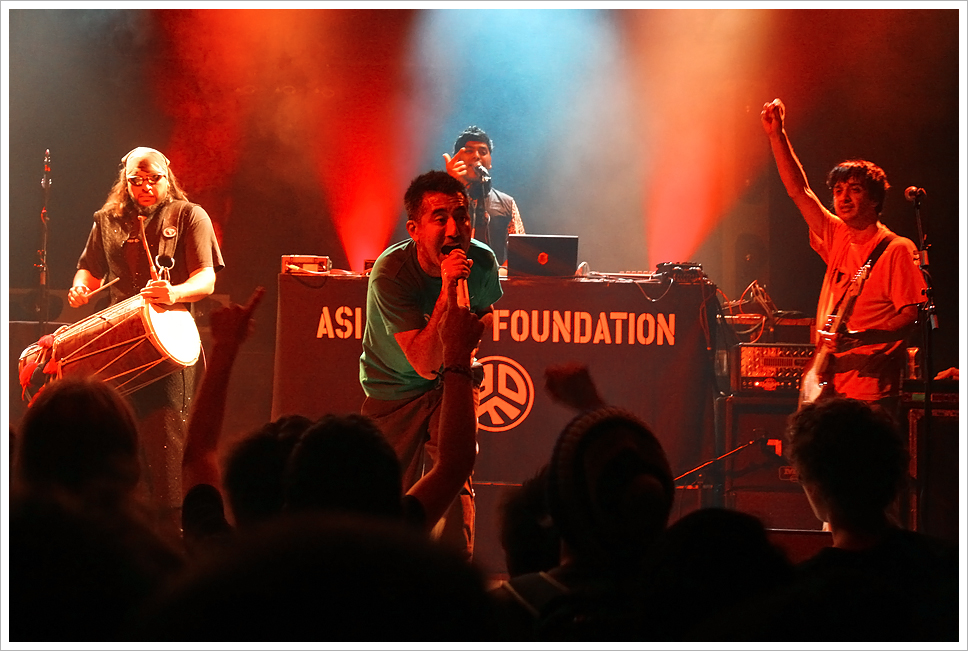
Asian Dub Foundation en 2008.

Asian Dub Foundation (ADF) es una banda musical de dub que mezcla ritmos de drum and bass y reggae (raggajungle), con melodías tradicionales de la India y letras de rap (raggamuffin), originaria de Londres, Inglaterra y conformada por Dr. Das, Deeder Zaman, DJ Pandit G, Chandrasonic y Sun-J. A menudo son llamados "21st century MIDI warriors" (en español, "Los Guerreros del MIDI del siglo XXI").

## Historia
Asian Dub Foundation se forma en 1993 en unos talleres de tecnología musical para jóvenes asiáticos con base en la Londres Community Music, donde Dr. Das forma equipo con uno de sus estudiantes, el rapero Deeder Zaman, y el trabajador por los derechos civiles DJ Pandit G y forman un grupo para tocar en un concierto contra el racismo. Al año siguiente reclutan al guitarrista Chandrasonic y en 1995 a Sun-J, con el cual la formación se completa. Su álbum debut "Facts and Fictions" (Nation Records) sale ese mismo año recibiendo una buena acogida y que les permite hacer una gira por Europa, Japón y finalmente Canadá y EE. UU.. En 1998 publican el álbum "Rafi's Revenge" por medio del sello London Records y reciben críticas muy favorables y una nominación a los prestigiosos premios Mercury. ADF comienza a ser considerada una de las mejores bandas en vivo del Reino Unido, y esto hace que puedan acceder a una amplia audiencia. En 1999 graban su tercer trabajo, "Community Music", cuyo lanzamiento en el Reino Unido fue el 20 de marzo del 2000, y tuvo como primer sencillo el tema "Real Great Britain". En 2005 es el turno del disco "Tank".

## Discografía

### Álbumes
- Facts & Fictions (1995)
- R.A.F.I. (1997) (lanzado exclusivamente en Francia)
- Rafi's Revenge (1998)
- Conscious Party (1998) (lanzado exclusivamente en Francia)
- Community Music (2000)
- Frontline 1993-1997: Rareties and Remixes (2001)
- Enemy Of The Enemy (2003)
- Asian Dub Foundation Live: Keep Bangin' On The Walls (2003)
- Tank (2005)
- Time Freeze (2007)
- Punkara (2008)
- A History of Now (2011)
- More Signal More Noise (2015)
- Access denied (2020)

### DVD
- Asian Dub Foundation live: Asian Dub Foundation live (DVD) (2003)

### Otros
La música de Asian Dub Foundation ha sido incluida en algunos títulos de videojuegos; la canción "Flyover" en Burnout Revenge, "Rise to the Challenge" en FIFA 2004 y "Fortress Europe" en Need for Speed: Underground.
La versión que hizo Asian Dub Foundation de la canción de 1969 "Return of Django", originalmente de The Upsetters, fue incluida en la banda sonora de la película La playa (The Beach), dirigida por Danny Boyle y protagonizada por Leonardo DiCaprio. También se ocuparon de la banda sonora original de La haine (El odio), de Mathieu Kassovitz, que ganó tres Premios César en 1996, con la que se sienten muy identificados, ya que en 2007 iniciaron una gira especial proyectado esta película y musicándola en directo.